# Bou
Bou é uma comuna francesa na região administrativa do Centro, no departamento Loiret. Estende-se por uma área de 6,29 km². Em 2010 a comuna tinha 1 004 habitantes (densidade: 159,6 hab./km²).